# Seol
A Seol (Seól, héber שְׁאוֹל Sə’ôl) kifejezés 65-ször jelenik meg a Biblia héber szövegében (az Ótestamentumban).

## A szó fordítási lehetőségei
A Seol szót különféleképpen fordították a történelem során. A Septuaginta „Hádész”-ként azonosította. Legtöbb esetben „sír”, „pokol”, „gödör”, „holtak hazája” „földalatti világ”, „alvilág” kifejezésekre fordították. 
A magyar Károli Gáspár-fordításban csak 19 alkalommal szerepel Seol-ként, a többi helyen a következő szavakként jelenik meg: koporsó, sír vagy pokol. A Káldi György-féle bibliafordítás többnyire pokolként fordítja, míg a Magyar Bibliatanács által kiadott Bibliában legtöbbször „sír”-ként van feltüntetve.

## A szó jelentése
„Seol”, „hádesz” – az emberiség közös sírja; a sírgödör (héberül: שאול [se’ól’]; görögül: ᾅδης [hai’dész]; latinul: in·fer’nus; szírül: siul)
A Héber Iratokban a „seol” szó előfordulási helyei azt a 65 helyet ölelik fel, ahol a héber maszoréta szövegben előfordul ez a szó, valamint egy másik helyet is, az Ézs 7:11-et. Itt a szövegben a se’a’lah, vagyis „kérj” szó található, de ez a magánhangzókat jelölő pontozás csekély megváltoztatásával és különböző régi fordításokkal összhangban seʼo′lah-nak olvasható, amely azt jelenti, hogy ’seolba’. Az Új világ fordítás minden esetben a „seol” szót használja a héber se’ól′ szóra. A görög Septuaginta általában a hai′dész szóval adja vissza a se’ól′ szót.
Bár sokféleképpen magyarázzák azt, hogy honnan is származik a héber se’ól′ szó, a legelfogadhatóbb az, hogy a héber שׁאל (sa’ al′) igéből ered, melynek jelentése: ’kér, kíván’. Ebből látható, hogy a seol olyan hely (nem pedig állapot), amely válogatás nélkül mindenkit kér, vagy mindenkire igényt tart, mivel magába fogadja az emberiség halottait. (Lásd: 1Mó 37:35 és Ézs 7:11, angol nyelvű Jegyzetes Biblia, lábjegyzetek.) A seol a földben van, mindig a halottakkal áll kapcsolatban, és egyszerűen az emberiség közös sírját jelenti, a sírgödröt, azaz a halottak földi (és nem tengeri) régióját. Ezzel szemben a héber qe′ver szó az egyén sírját, sírhelyét jelenti (1Mó 23:4, 6, 9, 20).
A héber gyök a שָׁאַל sáʾăl: kérdezni, a sə'ôl (שְׁאוֹל) alak nyelvtanilag egy főnevesült infinitivus, melynek jelentése körülbelül kérdés, kérdezés. Ugyanakkor a szóalak utalhat egy régebbi nyelvállapotra (mivel a bibliai infinitivus שָׁאוֹל sáʾól lenne) vagy egy kihagyott utótagra (birtokra), mivel a səʾól ebben a formájában birtok: valakinek/valaminek a kérdése, kérdezése.
Egyéb etimológiák:

A héber „sóʾál” gyökből ered ami azt jelenti: „Üres kézzel lenni”. Albright szerint a babiloni „su-ara” szóból ered, amely Tammuz földalatti helyét jelöli meg, később pedig magát a földalatti világot. Jensen az asszír silla: nyugat szót ajánlja, Zimmern pedig a silu: szoba szót jelöli meg. Legutóbbi a legvalószínűbb, noha a legtöbb kutató elismeri, hogy nehéz megtalálni a SEOL szó etimológiáját.

## A Seól az Újszövetségben
A Seól újszövetségi megfelelője a görög Hádész. A Hadész szó 11-szer jelenik meg az Újtestamentumban. A kapcsolatot az Apostolok Cselekedetei 2:27 verse teremti meg, ahol a Zsoltárok 16:10-et idézi. Noha itt a Károli fordítás sírnak fordítja, a görögben a hadész szó jelenik meg. Ezen a szón azonban egy egészen veszélyes görög elképzelés csüng, mert Hadész a görög alvilág istene. Talán ez az oka annak, amiért Pál apostol egyetlen levelében sem használja ezt a szót, noha elég gyakran beszél a halálról. 
Máté 16,18. azt akarja mondani, hogy a hadész (a halál hatalmaként bemutatva) az Isten egyházát nem nyelheti el. Az Ap Csel. 2,27-ben és 31-ben a hadészt – ma helyesen – a halottak helyeként, sírnak fordítják. “Mert nem hagyod az én lelkemet a sírban (hádes), és nem engeded, hogy a Te Szented rothadást lásson..” 
A jelenések könyve is alkalmazza a hádész szót: Jézusnál vannak a halál és a hádész (sír) kulcsai; halál és hádész (sír) fenyegetik az embert; halál és hádész (sír) kiadják halottaikat; a halál és a hádész (sír) megsemmisíttetnek.
L. Reinhardt írja: “a hádész jelentése: alvilág, sír, halál. Itt a pogány és középkorbeli mellékfogalomról: ’pokolról’ szó sincs. Ha a görögök sem kötötték gyakran össze a hádész szóval, úgy az Ó-Testamentum zsidó fordítói és az Új-Testamentum írói pláne hogy nem tették. Nekik a hádész ugyanolyan volt, mint az ó-testamentumi seol: vagyis sírgödör, a föld alatt, a horizont alatt elterülő alvilág a maga tulajdonképpeni, nem pedig misztikus és mitológiai értelmében véve. Hogy nekik ez így volt, azt egyáltalán nem is szükséges bizonyítani, hisz amihez az újtestamentumi íráshelyeken a hádes szó van használva, az vagy fordítása a Jézus által használt arám (seol) szónak, vagy pedig az eredetileg arám nyelven beszélő és egész korukig arámul, vagy zsidóul (ó-testamentumi-bibliailag) gondolkodó apostoloktól keverednek elő.” 

## Kik jutnak a Seólba?
Az Ótestamentum szerint mindenki a Seolba jut, függetlenül a moralitásától vagy hitétől. Jákob hite szerint a Seolban volt József, és ő is azt gondolta, hogy odajut, noha meg volt győződve József ártatlanságáról (lásd 1Mózes 42:38). A seol az Ószövetségben még nem a büntetés, hanem egyszerűen a halottak tartózkodási helye. Arról sincs szó, hogy ott különböző sorsban részesülnének.